# Базиле, Эрнесто
Эрнесто Базиле (итал. Ernesto Basile; 31 января 1857, Палермо — 26 августа 1932, Палермо) — итальянский архитектор периода новеченто. Приобрёл известность благодаря умелому сочетанию в своём творчестве элементов разных культур: древних, средневековых и современных.

## Биография
Эрнесто Базиле родился 31 января 1857 года в Палермо. Его отец Джованни Баттиста Филиппо Базиле был архитектором и профессором Университета Палермо. Эрнесто получил высшее образование в Палермо, где в 1878 году закончил Королевскую школу инженерии и архитектуры (итал. Regia Scuola di Applicazione per Ingegneri e Architetti) по специальности архитектора. В 1880-х годы он жил в Риме, где в 1887 году женился на Иде Негрини и стал ассистентом профессора римского университета Сапиенца. В последующие годы он был назначен профессором технической архитектуры университета. В тот период своей жизни он путешествовал по Бразилии и Испании. В 1890 году сменил своего отца Джованни, умершего в 1891 году, в должности профессора архитектуры. Эрнесто Базиле скончался 26 августа 1932 года в Палермо.

## Карьера
После окончания школы Эрнесто Базиле принимал участие во многих архитектурных конкурсах. Со временем он разработал индивидуальный стиль, сочетающий элементы древнеримской, нормандской и арабской (неомавританской) архитектуры. Его отец начал строительство оперного Театра Массимо в Палермо 12 января 1874 года, но строительство было остановлено на восемь лет с 1882 по 1890 год. С 1891 года и до завершения строительства 16 мая 1897 года Базиле был главным архитектором здания.
В 1881 году он принял участие в конкурсе, организованном председателем Совета министров Италии Франческо Криспи, на реконструкцию Палаццо Монтечиторио, резиденции Палаты депутатов Италии. В 1903 году проект нового парламентского зала был представлен премьер-министру Италии Джованни Джолитти. В своём проекте Эрнесто Базиле в духе неоклассицизма новеченто соединил элементы архитектуры античного Рима и барокко с мотивами ар-нуво. Оформление новых интерьеров парламентского здания, завершённое в 1927 году, стало одним из важных моментов развития итальянской архитектуры XX века.
В 1911 году Базиле построил здание ратуши в Реджо-ди-Калабрия. С 1907 по 1912 год — Палаццо делла Касса Чентрале ди Риспармио в Палермо. В 1913—1914 годах он построил в Палермо театр Курсаал Биондо с асимметричными элементами в стиле барокко.

## Известные работы

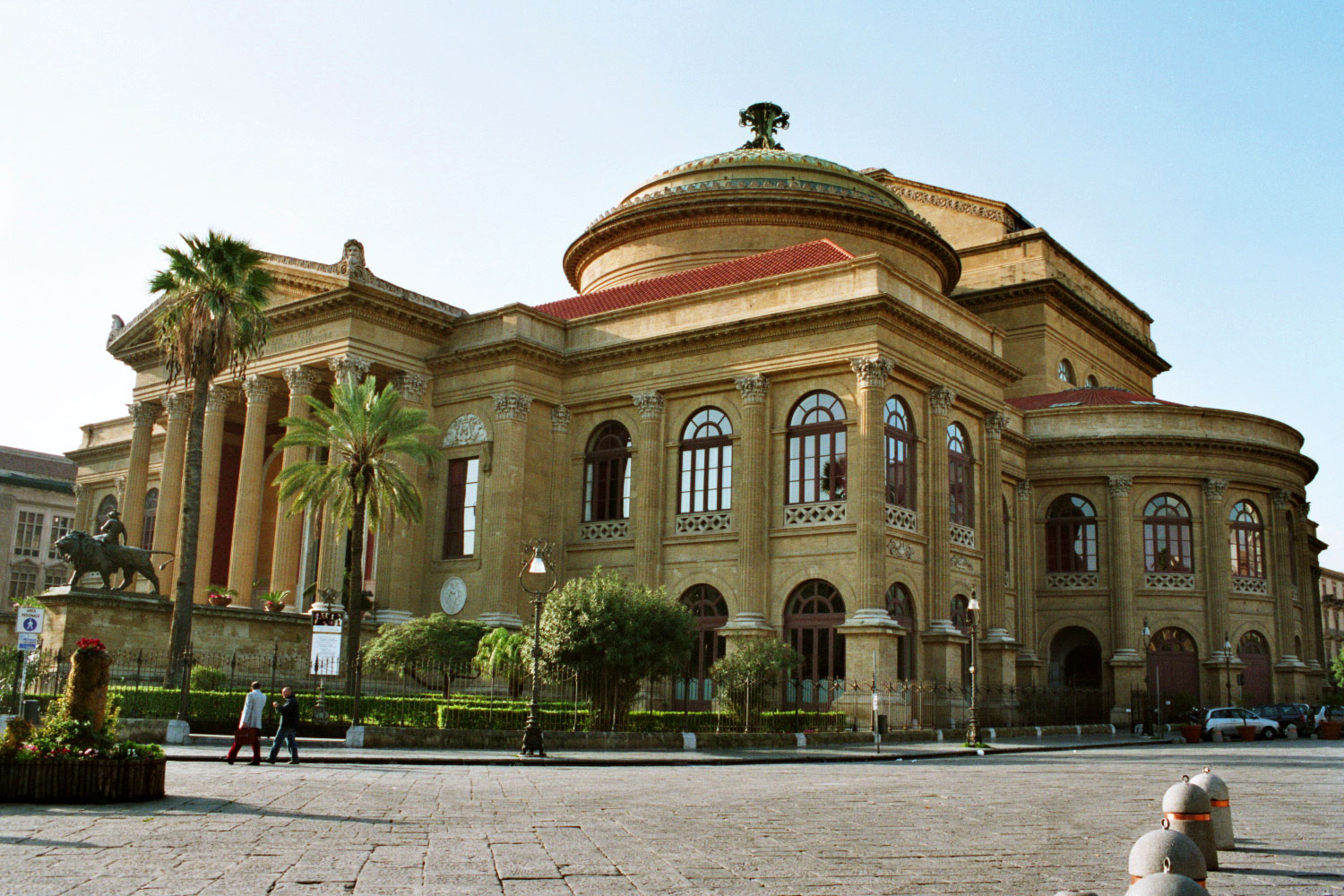
Театр Массимо в Палермо

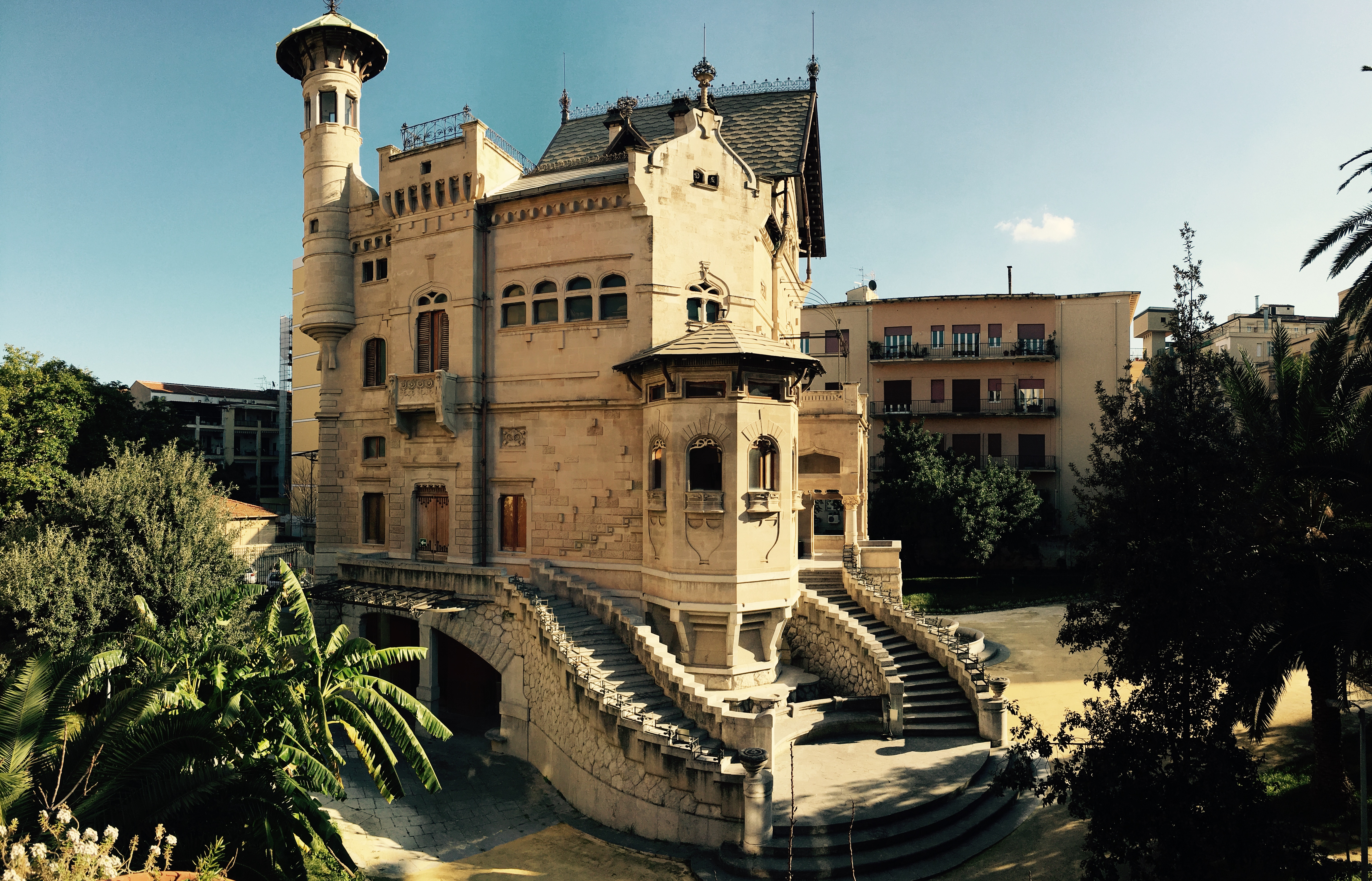
Виллино Флорио в Палермо (1899—1902)

- Виллино Базиле в сотрудничестве со своим отцом Джованни Базиле, 1874-78 гг.
- Национальная выставка в Палермо, в арабо-нормандском стиле, 1891-92.
- Мемориал в Калатафими-Сегесте, посвященный победе Джузеппе Гарибальди над Бурбонами, 1892 г.
- Театр Массимо в Палермо, 1891-97.[9]
- Вилла Фирриато в Каникатти, 1898 год.
- Социальный театр в Каникатти, 1898 г.
- Вилла Флорио Винченцо в Палермо, 1899 год.
- Гранд-отель Villa Igiea в Палермо, 1899—1900 гг.
- Виллино Флорио в Палермо, 1899—1902 гг.
- Томба Раккулья в Палермо, 1900 год.
- Капелла Ланца ди Скалея, 1900 год.
- Палаццо Монтечиторио, резиденция итальянской палаты депутатов в Риме, 1903-27 гг.
- Виллино Фассини в Палермо, 1903 год.
- Виллино Ида (назван в честь его жены Иды Негрини), 1903-04[10].
- Villa dei Principi Deliella, 1905-07.
- Стенд Флорио в Палермо, 1906 год.
- Муниципальный зал Ликаты, 1906 год.
- Палаццо Бруно ди Бельмонте в Испике, 1906 год.
- Павильон Флорио в Милане, 1906 год.
- Центр энергетики в Кальтаджироне, 1907 год.
- Расширение Гранд Отеля в Палермо, 1907 год.
- Палаццо делла Касса Чентрале ди Риспармио в Палермо, 1907-12.
- Площадь Сардинии в Мессине, 1909 г.
- Вилла Манганелли в Катании, 1909-14.
- Palazzo delle Assicurazioni Generali Venezia в Палермо, 1912 год.
- Ратуша Реджо- ди-Калабрия, 1918-21 гг.
- Театр Kursaal Biondo в Палермо, 1913-14 гг.
- Касса ди Риспармио в Мессине, 1926-27 гг.
- Церковь Святой Розалии в Палермо, 1928 год.

## Сочинения
- Скульптуры и штукатурки Джакомо Серпотты (итал. Le sculture e gli stucchi di Giacomo Serpotta), 1911.
- Архитектура и начало её обновления (итал. Architettura dei suoi principii e del suo rinnovamento), 1882.